# トヤマエビ
トヤマエビ（Pandalus hypsinotus）は、タラバエビ科に分類されるエビの一種である。
日本海の全域からベーリング海にかけて生息する、寒海深海性のもので、水深100mー200m程度のところに棲む。水深350mまでとしている書物もある。
富山湾で最初に漁獲されたことから「トヤマエビ」と名付けられ、漁獲高も多い。
標準和名としては「トヤマエビ」で、標準和名「ボタンエビ」のPandalus nipponensis とは別だが、一般にはボタンエビとも呼ばれることがある。ほか、「タラバエビ」、「キジエビ」と呼ぶ所もある。

## 特徴
体長は17cmほどで、大きい物では25cm以上になるものもある。額角は前部が上にそり、頭胸甲長の1.5倍ある。武田正倫の記述によれば、生きている時は淡紅色で、頭胸甲側面には不規則な斑紋、腹側に赤褐色の横じまがある。ボタンエビにはこの横じまがなく、また頭胸甲の背の部分の曲線は、トヤマエビが急であるのに比べ、ボタンエビは緩やかである。
2年目は体長10cm程度でオスとして成熟するが、他のタラバエビ科のエビと同様に性転換する。
4歳頃までは雄で、4歳半で性転換をして雌に変わり、5歳で1回目の産卵をする。1年間抱卵を続けた後、卵を孵化させて幼生を放つ。その後1年は抱卵せず、満7歳で2回目の産卵をし、1年間の抱卵後、孵化させ、8歳で寿命が尽きる。

## 捕獲
10月から翌年5月まで、底引き網、えびかご網により捕獲される。
旬は冬季。

## 「独島エビ」問題
2017年11月7日にトランプ米大統領を招いて韓国大統領府が開いた晩餐会で、韓国大統領府はメニューの一つに「独島（日本名 竹島）周辺で漁獲されたとする“独島エビ”」なるものを出したが、富山関係者の間から「“独島エビ”は、明確にトヤマエビであり、竹島周辺では漁獲されず非正規ルートで韓国が入手したもの」だとする抗議の声が上がっている。その後、韓国政府は日本の見解を把握した米国に配慮し、独島の文字は削除に追い込まれた。
韓国国内では、「独島海域で採れた海老は“独島エビ”」としている。

## 地方名
- ボタン・ボタンエビ（北海道後志・檜山・小樽、青森県鯵ヶ沢・小泊、秋田県、山形県、石川県金沢、福井県、京都府）
- オオエビ（北海道後志・檜山、石川県金石、福井県越前）
- キズエビ（富山県滑川）
- コエビ（青森県深浦、大型抱卵個体）
- サルエビ（石川県宇出津）
- シマエビ（山形県）
- シロエビ（北海道・兵庫県香住[7]）
- タラバエビ（山形県・石川県西岸）
- トラエビ（北海道）
- マタエビ（石川県西海）